# Saint-Jean-Rohrbach
Saint-Jean-Rohrbach è un comune francese di 993 abitanti situato nel dipartimento della Mosella nella regione del Grand Est.

## Società

### Evoluzione demografica
Abitanti censiti